# Rane Willerslev
Rane Willerslev (Gentofte, 5 giugno 1971) è un antropologo danese.
Nella sua carriera accademica, ha fatto lunghi viaggi e ha un particolare interesse per le culture tribali primitive, sia attuali che preistoriche. Il 1º luglio 2017, è stato nominato direttore del Museo nazionale danese dal ministro della cultura Mette Bock.
In Danimarca, Willerslev è un popolare personaggio dei media, partecipando a programmi televisivi e radiofonici, dibattiti pubblici e interviste relative ai suoi interessi accademici e alle sue opinioni sulla società e l'istruzione in generale. Ha scritto ed è coautore di vari libri, tra cui opere accademiche, narrative e biografiche.

## Giovinezza e studi
Willerslev è nato a Gentofte, a nord di Copenaghen, figlio dello storico Richard Willerslev e gemello monozigotico di Eske Willerslev. Ha frequentato il Ginnasio di Ordrup. Ha studiato all'Università di Manchester dove ha ricevuto una laurea in antropologia visiva nel 1996. Il suo dottorato di ricerca del 2003 è stato presso l'Università di Cambridge. Il principale campo di ricerca di Willerslev è stato la caccia e la conoscenza spirituale dei popoli indigeni della Siberia, tra i quali ha vissuto (all'inizio con il suo gemello identico, Eske Willerslev, un biologo evolutivo, e poi da solo per tre anni).

## Carriera
Dal 2004 al 2006, Willerslev è stato professore associato al Centro Granada per l'antropologia visiva nel Dipartimento per l'antropologia sociale dell'Università di Manchester. Nel 2006 è ritornato in Danimarca per assumere una posizione come direttore delle Collezioni etnografiche del Museo Moesgård ed è stato nominato anche professore associato all'Università di Aarhus. Nel 2010, ha ricevuto un incarico di professore ordinario.
Dal settembre 2011 al settembre 2013, è stato direttore del Museo di storia culturale dell'Università di Oslo. Poi è ritornato ad Aarhus dove ha guidato l'area di ricerca artica all'Istituto per l'antropologia, l'archeologia e la linguistica.
Il 1º luglio 2017, Rane Willerslev ha assunto la posizione di amministratore delegato del Museo nazionale danese. Willerslev è stato nominato nell'incarico dal Ministro della cultura danese del tempo, Mette Bock, principalmente per i suoi precedenti meriti come AD del Museo di storia culturale della Norvegia. Allo scopo di creare interesse nell'opinione pubblica per il Museo nazionale danese, Rane Willerslev è apparso in una serie di programmi televisivi intitolata 'Ranes Museum' trasmessa alla fine del 2017 e all'inizio del 2018 sul canale televisivo nazionale danese. Le continue apparizioni televisive hanno reso Willerslev molto noto pubblicamente in Danimarca per il suo carattere spiritoso e le sue affermazioni che hanno evidenziato tra le altre cose le sue preferenze per l'abbigliamento degli ambienti selvaggi siberiani rispetto a indossare un abito in ufficio. In un'affermazione riguardo all'esposizione della moda storica del Museo nazionale danese nel 2018, Willerslev, in modo arguto, ha di nuovo proclamato le sue preferenze per le tenute da ambiente selvaggio e per la moda degli anni 1980: "Gli anni 1980 devono essere state un periodo di grande tolleranza umana vedendo come fosse esistente e accettato qualcosa di così brutto come la moda degli anni 80."
Nel mondo accademico, Willerslev è piuttosto controverso nel suo approccio all'antropologia e al
pensiero scientifico in generale. Ispirato da esperienze personali, in particolare dal suo soggiorno in Siberia, crede che l'animismo e la spiritualità sia un concetto trascurato ed erroneamente disapprovato negli ambienti accademici.

## Pubblicazioni
Autore di parecchi articoli scientifici, capitoli di libri e articoli di giornale, tra i quali contributi su visione e visiologia, animismo, fenomenologia e altri temi antropologici, ha anche pubblicato libri: Hunting and Trapping in Siberia, che è apparso nel 2000 (Arctic Information); Soul Hunters: Hunting, Animism and Personhood among the Siberian Yukaghirs, pubblicato nel 2007 (University of California Press) e On the Run in Siberia, pubblicato nel 2012 (University of Minnesota Press). Dal 2009, Willerslev è il direttore di Acta Borealia: Nordic Journal of Circumpolar Societies. È anche il curatore (con Dorthe Refslund Christensen) del libro, Taming Time, Timing Death, pubblicato nel 2012 (Asgate) e (con Christian Suhr) Transcultural Montage, pubblicato nel 2013 (Berghahn). 
Sia nel 2006 che nel 2010, Willerslev ha ricevuto gli Elite Researcher's Awards dal Consiglio delle ricerche indipendenti della Danimarca. In 2010, Willerslev tenne la lezione commemorativa di Malinowski alla London School of Economics.
Libri:
- Rane Willerslev, Soul Hunters: Hunting, Animism, and Personhood among the Siberian Yukaghirs, Berkeley, CA, University of California Press, 2007.
- Rane Willerslev, On the Run in Siberia, University Of Minnesota Press, 2012.
- Rane Willerslev e Dorthe Refslund Christensen (a cura di), Taming Time, Timing Death, Studies in Death, Materiality and Time, vol. 1, Taylor And Francis, 2016.
- Rane Willerslev, Tænk vildt, People'sPress, 2017.
- People'sPress Tor Nørretranders, Rane Willerslev e Svend Brinkmann, Strejf, 2018. Un dibattito sull'attuale transizione dall'analogico al digitale.

## Famiglia
Anche il fratello gemello di Rane, Eske Willerslev, è uno scienziato, e sono figli di uno storico, Richard Willerslev.